# وحدات حماية الشعب الدولية
وحدات حماية الشعب الدولية (بالكردية: YPG Enternasyonal) هي لواء عسكري يتكون من متطوعين أجانب من وحدات حماية الشعب. تم إنشاؤه في ديسمبر 2016 تحت اسم Antifascist International Tabûr (AIT). تحارب الكتيبة إلى جانب قوات سوريا الديمقراطية في الحرب الأهلية السورية.
في 13 يونيو 2017 ذكرت وحدات حماية الشعب الدولية أن اللواء أصبح كتيبة رسمية لوحدات حماية الشعب. قائدها هو المتطوع الإيطالي كريم مارسيلو فرانسيسكي.

## المشاركة في الحرب الأهلية السورية
تم تأسيس اللواء في ديسمبر 2016 من قبل المقاتل الإيطالي المغربي كريم مارسيلو فرانشيسي. انبثقت الكتيبة عن اقتراح بمقاتلين أجانب للخدمة في وحدة ناطقة باللغة الإنجليزية، عكس كتيبة الحرية الدولية حيث اللغة الغالبة هي التركية وأصبحت عقبة في التواصل مع المقاتلين الغربيين.
يتكون اللواء في معظمه من الشيوعيين والاشتراكيين والأناركيين من أوروبا الغربية. لقد أصدروا بيانًا ذكروا فيه مبادئهم وأسبابهم، وسلطوا الضوء على الوحدة المشتركة بين الشيوعيين والأناركيين كجبهة مناهضة للفاشية ضد الدولة الإسلامية. صدر البيان بعدة لغات، بما في ذلك الإنجليزية والإيطالية والإسبانية والباسكية.
شاركت الوحدة في هجوم منبج 2016، وحملة الرقة (2016–2017)، وحملة دير الزور (2017–19)، وفي مقاومة الغزو التركي لعفرين 2018 والهجوم التركي على شمال شرق سوريا عام 2019.